# Daisy Donovan
Daisy Donovan (ur. 23 lipca 1973 w Nowym Jorku) – brytyjska aktorka, prezenterka telewizyjna i pisarka.

## Filmografia
- 2008 – Wild Child
- 2007 – The Waiting Room
- 2007 – The Grey Man
- 2007 – Zgon na pogrzebie (Death at a Funeral)
- 2005 – Daisy Does America
- 2005 – Coming Up
- 2005 – Angell's Hell
- 2004 – Milionerzy (Millions)
- 2004 – Agatha Christie's Death on the Nile
- 2003 – Second Nature
- 2001 – Daisy, Daisy
- 2000 – Moja rodzinka (My Family)
- 1999 – The Unexpected Mrs. Pollifax
- 1998 – Still Crazy
- 1998 – Parting Shots
- 1997 – Spice World